# Oscar 2024
Cea de-a 96-a ediție a Premiilor Academiei, organizată de Academia Americană a Artelor și Științelor Filmului, a onorat filmele lansate în 2023 și a avut loc la Dolby Theatre din Los Angeles pe 10 martie 2024.
În timpul ceremoniei, Premiile Academiei, cunoscute popular sub numele de Oscar, au fost repartizate în 23 de categorii. Ceremonia a fost televizată în Statele Unite prin intermediul canalului ABC. Gazda evenimentului a fost pentru a patra oară comediantul Jimmy Kimmel.

## Nominalizări
Nominalizările au fost anunțate de actorii Zazie Beetz și Jack Quaid la 23 ianuarie 2024, la Samuel Goldwyn Theater in Beverly Hills.
În ceea ce privește nominalizări pentru cei mai buni actori, ediția din 2024 include un record de șapte personaje LGBTQ: cele interpretate de Annette Bening, Sterling K. Brown, Bradley Cooper, Colman Domingo, Jodie Foster, Sandra Hüller și Emma Stone.
Printre nominalizații pentru cei mai buni compozitori se numără John Williams, care împlinește 92 de ani în februarie 2024 și care deține un număr record de 54 de nominalizări.

## Premii
| Cel mai bun film - Oppenheimer – Emma Thomas, Charles Roven și Christopher Nolan, producători - American Fiction – Ben LeClair, Nikos Karamigios, Cord Jefferson și Jermaine Johnson, producători - Anatomia unei prăbușiri – Marie-Ange Luciani și David Thion, producers - Barbie – David Heyman, Margot Robbie, Tom Ackerley și Robbie Brenner, producători - The Holdovers – Mark Johnson, producător - Crimele din Osage County. Bani însângerați – Dan Friedkin, Bradley Thomas, Martin Scorsese și Daniel Lupi, producători - Maestro – Bradley Cooper, Steven Spielberg, Fred Berner, Amy Durning și Kristie Macosko Krieger, producători - Din alte vieți – David Hinojosa, Christine Vachon și Pamela Koffler, producători - Sărmane creaturi – Ed Guiney, Andrew Lowe, Yorgos Lanthimos și Emma Stone, producători - Zona de interes – James Wilson, producător | Cel mai bun regizor - Christopher Nolan – Oppenheimer - Justine Triet – Anatomia unei prăbușiri - Martin Scorsese – Crimele din Osage County. Bani însângerați - Yorgos Lanthimos – Sărmane creaturi - Jonathan Glazer – Zona de interes |
| Cel mai bun actor - Cillian Murphy – Oppenheimer în rolul J. Robert Oppenheimer - Bradley Cooper – Maestro în rolul Leonard Bernstein - Colman Domingo – Rustin în rolul Bayard Rustin - Paul Giamatti – The Holdovers în rolul Paul Hunham - Jeffrey Wright – American Fiction în rolul Thelonious „Monk” Ellison | Cea mai bună actriță - Emma Stone – Sărmane creaturi în rolul Bella Baxter - Annette Bening – Nyad în rolul Diana Nyad - Lily Gladstone – Crimele din Osage County. Bani însângerați în rolul Mollie Burkhart - Sandra Hüller – Anatomia unei prăbușiri în rolul Sandra Voyter - Carey Mulligan – Maestro în rolul Felicia Montealegre |
| Cel mai bun actor în rol secundar - Robert Downey Jr. – Oppenheimer în rolul Lewis Strauss - Sterling K. Brown – American Fiction în rolul Clifford "Cliff" Ellison - Robert De Niro – Crimele din Osage County. Bani însângerați în rolul William King Hale - Ryan Gosling – Barbie în rolul Ken - Mark Ruffalo – Sărmane creaturi în rolul Duncan Wedderburn | Cea mai bună actriță în rol secundar - Da'Vine Joy Randolph – The Holdovers în rolul Mary Lamb - Emily Blunt – Oppenheimer în rolul Kitty Oppenheimer - Danielle Brooks – The Color Purple în rolul Sofia - America Ferrera – Barbie în rolul Gloria - Jodie Foster – Nyad în rolul Bonnie Stoll |
| Cel mai bun scenariu original - Anatomia unei prăbușiri – Justine Triet și Arthur Harari - The Holdovers – David Hemingson - Maestro – Bradley Cooper și Josh Singer - May December – Scenariu de Samy Burch; Poveste de Samy Burch și Alex Mechanik - Din alte vieți – Celine Song | Cel mai bun scenariu adaptat - American Fiction – Cord Jefferson; bazat pe romanul Erasure de Percival Everett - Barbie – Greta Gerwig și Noah Baumbach; basat pe personajele create de Ruth Handler - Oppenheimer – Christopher Nolan; bazat pe biografia American Prometheus de Kai Bird și Martin J. Sherwin - Sărmane creaturi – Tony McNamara; bazat pe romanul omonim de Alasdair Gray - Zona de interes – Jonathan Glazer; bazat pe romanul omonim de Martin Amis                                  |
| Cel mai bun film de animație - Băiatul și stârcul – Hayao Miyazaki și Toshio Suzuki - Elementar – Peter Sohn și Denise Ream - Nimona – Nick Bruno, Troy Quane, Karen Ryan și Julie Zackary - Robot Dreams – Pablo Berger, Ibon Cormenzana, Ignasi Estapé și Sandra Tapia Díaz - Omul-Păianjen: Prin lumea păianjenului – Kemp Powers, Justin K. Thompson, Phil Lord, Christopher Miller și Amy Pascal | Cel mai bun film străin - Zona de interes (Regatul Unit) – regia: Jonathan Glazer - Io capitano (Italia) – regia: Matteo Garrone - Perfect Days (Japonia) – regia: Wim Wenders - Societatea zăpezii (Spania) – regia: J. A. Bayona - The Teachers' Lounge (Germania) – regia: İlker Çatak |
| Cel mai bun film documentar - 20 Days in Mariupol – Mstyslav Chernov, Michelle Mizner și Raney Aronson-Rath - Bobi Wine: The People's President – Moses Bwayo, Christopher Sharp și John Battsek - The Eternal Memory – Maite Alberdi, Juan de Dios Larraín, Pablo Larraín și Rocio Jadue - Patru fiice – Kaouther Ben Hania și Nadim Cheikhrouha - To Kill a Tiger – Nisha Pahuja, Cornelia Principe și David Oppenheim | Scurt metraj documentar - The Last Repair Shop – Ben Proudfoot și Kris Bowers - The ABCs of Book Banning – Sheila Nevins și Trish Adlesic - The Barber of Little Rock – John Hoffman și Christine Turner - Island in Between – S. Leo Chiang și Jean Tsien - Nǎi Nai & Wài Pó – Sean Wang și Sam Davis |
| Cel mai bun scurt metraj - The Wonderful Story of Henry Sugar – Wes Anderson și Steven Rales - The After – Misan Harriman și Nicky Bentham - Invincible – Vincent René-Lortie și Samuel Caron - Knight of Fortune – Lasse Lyskjær Noer și Christian Norlyk - Red, White and Blue – Nazrin Choudhury și Sara McFarlane | Cel mai bun scurtmetraj de animație - War Is Over! Inspired by the Music of John and Yoko – Dave Mullins și Brad Booker - Letter to a Pig – Tal Kantor și Amit R. Gicelter - Ninety-Five Senses – Jared Hess și Jerusha Hess - Our Uniform – Yegane Moghaddam - Pachyderme – Stéphanie Clément și Marc Rius |
| Cea mai bună coloană sonoră - Oppenheimer – Ludwig Göransson - American Fiction – Laura Karpman - Indiana Jones și cadranul destinului – John Williams - Crimele din Osage County. Bani însângerați – Robbie Robertson (nominalizare postumă) - Sărmane creaturi – Jerskin Fendrix | Cea mai bună melodie originală - "What Was I Made For?" din Barbie – Muzică și versuri de Billie Eilish și Finneas O'Connell - "The Fire Inside" din Flamin' Hot – Muzică și versuri de Diane Warren - "I'm Just Ken" din Barbie – Muzică și versuri de Mark Ronson și Andrew Wyatt - "It Never Went Away" din American Symphony – Muzică și versuri de Jon Batiste și Dan Wilson - "Wahzhazhe (A Song for My People)" din Crimele din Osage County. Bani însângerați – Muzică și versuri de Scott George |
| Cel mai bun sunet - Zona de interes – Tarn Willers and Johnnie Burn - The Creator – Ian Voigt, Erik Aadahl, Ethan Van der Ryn, Tom Ozanich și Dean Zupancic - Maestro – Steven A. Morrow, Richard King, Jason Ruder, Tom Ozanich și Dean Zupancic - Misiune: Imposibilă - Răfuială mortală partea întâi – Chris Munro, James Mather, Chris Burdon și Mark Taylor - Oppenheimer – Willie D. Burton, Richard King, Gary Rizzo și Kevin O'Connell | Cele mai bune decoruri - Sărmane creaturi – design de producție: James Price și Shona Heath; decoruri: Zsuzsa Mihalek - Barbie – design de producție: Sarah Greenwood; decoruri: Katie Spencer - Crimele din Osage County. Bani însângerați – design de producție: Jack Fisk; decoruri: Adam Willis - Napoleon – design de producție: Arthur Max; decoruri: Elli Griff - Oppenheimer – design de producție: Ruth De Jong; decoruri: Claire Kaufman                                                        |
| Cea mai bună imagine - Oppenheimer – Hoyte van Hoytema - El Conde – Edward Lachman - Crimele din Osage County. Bani însângerați – Rodrigo Prieto - Maestro – Matthew Libatique - Sărmane creaturi – Robbie Ryan | Cel mai bun machiaj - Sărmane creaturi – Nadia Stacey, Mark Coulier și Josh Weston - Golda – Karen Hartley Thomas, Suzi Battersby și Ashra Kelly-Blue - Maestro – Kazu Hiro, Kay Georgiou și Lori McCoy-Bell - Oppenheimer – Luisa Abel - Societatea zăpezii – Ana López-Puigcerver, David Martí și Montse Ribé |
| Cele mai bune costume - Sărmane creaturi – Holly Waddington - Barbie – Jacqueline Durran - Crimele din Osage County. Bani însângerați – Jacqueline West - Napoleon – Janty Yates și Dave Crossman - Oppenheimer – Ellen Mirojnick | Cel mai bun montaj - Oppenheimer – Jennifer Lame - Anatomia unei prăbușiri – Laurent Sénéchal - The Holdovers – Kevin Tent - Crimele din Osage County. Bani însângerați – Thelma Schoonmaker - Sărmane creaturi – Yorgos Mavropsaridis |
| Cele mai bune efecte vizuale - Godzilla Minus One – Takashi Yamazaki, Kiyoko Shibuya, Masaki Takahashi și Tatsuji Nojima - The Creator – Jay Cooper, Ian Comley, Andrew Roberts și Neil Corbould - Guardians of the Galaxy Vol. 3 – Stephane Ceretti, Alexis Wajsbrot, Guy Williams și Theo Bialek - Misiune: Imposibilă - Răfuială mortală partea întâi – Alex Wuttke, Simone Coco, Jeff Sutherland și Neil Corbould - Napoleon – Charley Henley, Luc-Ewen Martin-Fenouillet, Simone Coco și Neil Corbould | |

## Filme cu nominalizări și premii multiple
| Nominalizări | Film                                                |
| ------------ | --------------------------------------------------- |
| 13           | Oppenheimer                                         |
| 11           | Sărmane creaturi                                    |
| 10           | Crimele din Osage County. Bani însângerați          |
| 8            | Barbie                                              |
| 7            | Maestro                                             |
| 5            | American Fiction                                    |
| 5            | Anatomia unei prăbușiri                             |
| 5            | The Holdovers                                       |
| 5            | Zona de interes                                     |
| 3            | Napoleon                                            |
| 2            | The Creator                                         |
| 2            | Misiune: Imposibilă - Răfuială mortală partea întâi |
| 2            | Nyad                                                |
| 2            | Din alte vieți                                      |
| 2            | Societatea zăpezii                                  |

| Premii | Film             |
| ------ | ---------------- |
| 7      | Oppenheimer      |
| 4      | Sărmane creaturi |
| 2      | Zona de interes  |

## Oscar onorific
La Consiliul guvernatorilor AMPAS, ceremonie care a avut loc la 9 ianuarie 2024, trei personalități din lumea filmului au primit premii Oscar pentru întreaga activitate:
- Angela Bassett – actriță americană (două nominalizări la Oscar - în 1994 pentru rolul din Tina – What’s Love Got to Do with It? și în 2023 pentru Black Panther: Wakanda Forever)
- Mel Brooks – regizor și actor american (câștigător al premiului Oscar pentru cel mai bun scenariu în 1969, alte două nominalizări în 1975 )
- Carol Littleton – editor de film american (nominalizată în 1983 pentru ET: The Extra-Terrestrial)